# Romana Agnel
Romana Agnel (ur. 1965) – polska tancerka, choreograf i historyk sztuki.

## Życiorys
Absolwentka Społecznej Szkoły Baletowej (klasa prof. Marty Mirockiej) w Krakowie, a następnie wydziału historii sztuki paryskiej Sorbony. W 1997 założyła profesjonalny Balet Dworski - Ardente Sole¹. W sierpniu 2000 zorganizowała (na Wawelu) pierwszy w świecie Festiwal Tańców Dworskich „Cracovia Danza”, który od tego czasu odbywa się cyklicznie. Obecnie pełni funkcję Dyrektora Naczelnego i Artystycznego  Baletu Dworskiego Cracovia Danza.  
Współpracowała m.in. z krakowskim Teatrem STU, a także z Teatrem Lalki, Maski i Aktora Groteska, gdzie prezentowała indyjski taniec Bharata Natyam.
Autorka kilku publikacji dotyczących zagadnień tańca historycznego, m.in.:
1) „Istota i znaczenie gestu w operze i balecie XVII i XVIII w.” [w:] Improwizacja w muzyce baroku, red. M. Zieliński, Akademia Muzyczna im. F. Nowowiejskiego w Bydgoszczy, Bydgoszcz 2004;
2) „Podstawowe formy tańca dworskiego w okresie Baroku” [w:] W kręgu tańca barokowego, red. P. Grajter, Akademia Muzyczna im. G i K. Bacewiczów w Łodzi, Łódź 2007;
3) „Kilka uwag na temat tańca na dworze wawelskim w okresie Złotego Wieku” [w:] katalogu do wystawy zatytułowanej „Taniec w Krakowie” – podczas VIII Festiwalu Tańców Dworskich „Cracovia Danza”; Kraków 2007.
4) „The Origins and the Symbolism of the Polonaise” [w:] Vom Schäferidyll zur Revolution. Europäische Tanzkultur im 18. Jahrhundert. 2. Rothenfelster Tanzsymposion, red. U. Schlottermüller, H. Weiner, M. Richter, Freiburg 2008.
Artystka jest laureatką II Nagrody na paryskim konkursie „La scéne Française” w technice tańca charakterystycznego oraz Nagrody im. Zofii Rayzacher na IX Festiwalu Muzyki Dawnej na Zamku Królewskim w Warszawie. W 2009 r. została wyróżniona przez Ministra Kultury i Dziedzictwa Narodowego odznaką „Zasłużony dla Kultury Polskiej” oraz Medalem Komisji Edukacji Narodowej przez Małopolskiego Kuratora Oświaty. W 2010 r. odebrała odznaczenie - przyznawane przez Prezydenta Miasta Krakowa – „Honoris Gratia” - zasłużeni dla Miasta Krakowa i jego Mieszkańców.
¹ Ardente sole → Gorejące Słońce